# Francisco de Almeida

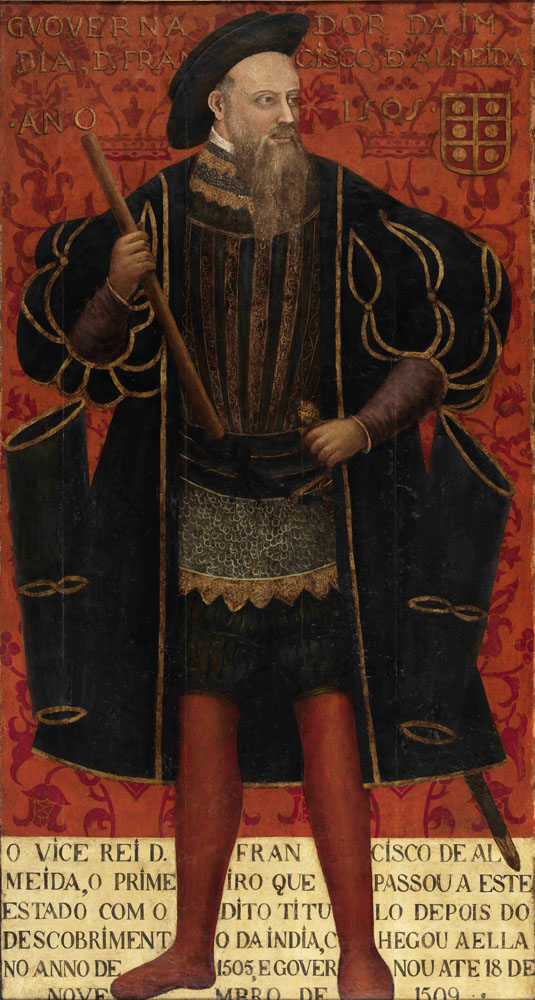
Francisco de Almeida, Museu Nacional de Arte Antiga

Francisco de Almeida (* 1450 in Lissabon; † 1. März 1510 in Saldanha Bay) war ein portugiesischer Seefahrer und Militär sowie der erste Gouverneur und Vizekönig von Portugiesisch-Indien.

## Person
Francisco de Almeida entstammt der alten portugiesischen Adelsfamilie der Herren von Abrantes. Sein Vater, Lopo de Almeida, war der erste Graf (portugiesisch Conde) von Abrantes und als Mitglied des Königlichen Rates einer der Finanzminister (portugiesisch vedor da fazenda) von Alfons V. von Portugal. Auch viele seiner Geschwister übten wichtige Ämter aus, so war einer seiner Brüder, Diogo Fernandes de Almeida, Prior von Crato, ein anderer, Pedro de Almeida, Komtur der Ritter von Avis, ein dritter Bischof von Coimbra.
Francisco de Almeida war mit Brites Pereira verheiratet. Dieser Ehe entstammten zwei Kinder, von denen eines kurz nach der Geburt starb. Das andere war der Seefahrer und Entdecker Lourenço de Almeida (1480–1508), der vor seinem Vater starb. Francisco de Almeida wurde durch Heirat der erste Cousin von Vasco da Gama. Francisco de Almeida hatte eine Reihe weiterer, außerehelicher Nachkommen.
Wie in seinen Kreisen üblich, begann Francisco de Almeida bereits in jungen Jahren eine Militärkarriere. 1476 nahm er an der Schlacht von Toro teil, kämpfte an verschiedenen Orten in Marokko und beteiligte sich 1492 an der christlichen Eroberung von Granada an der Seite der Kastilier.

## Entdeckungsreisen
Erste Reise

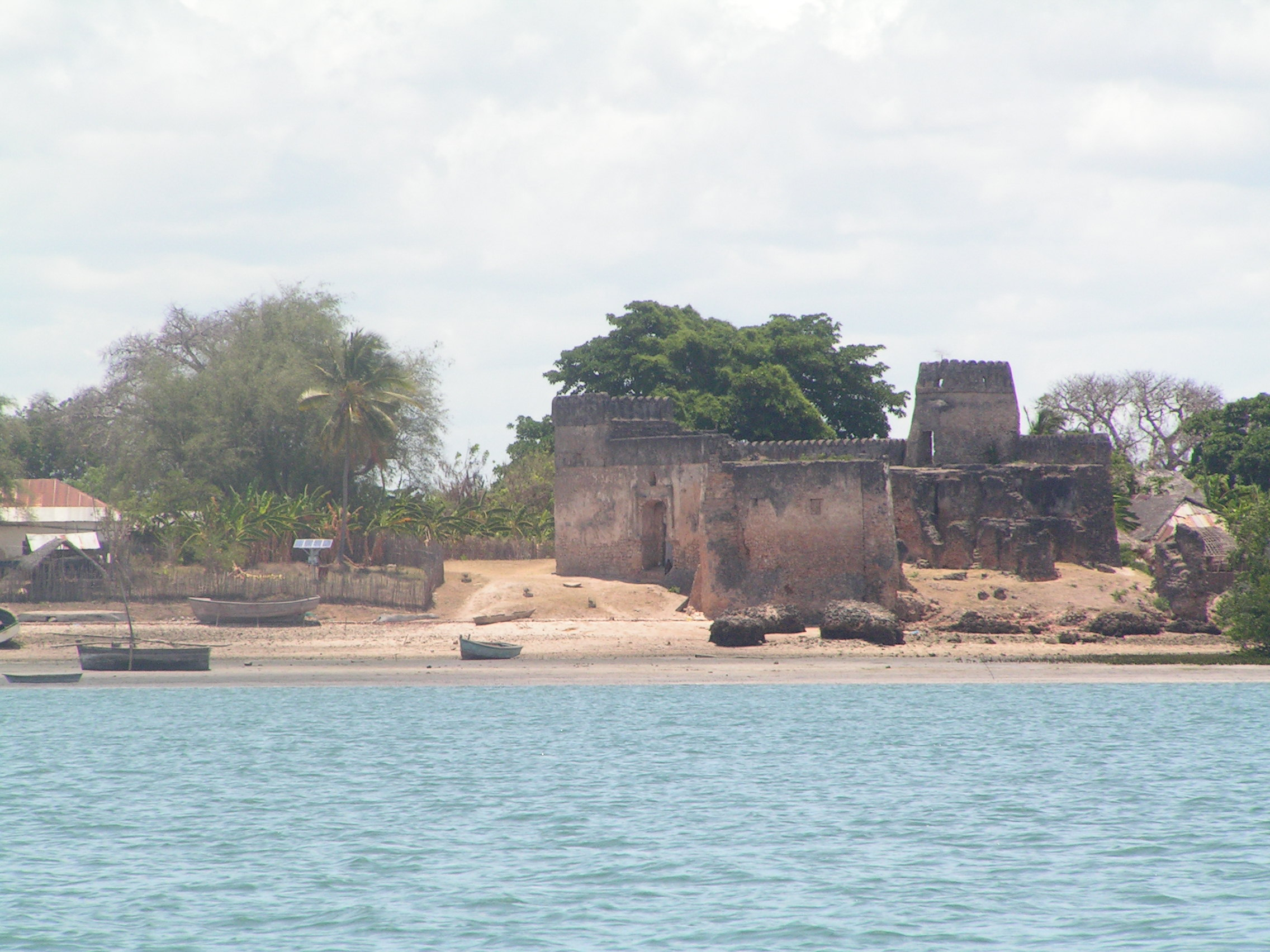
Kilwa Kisiwani – Fort San-Tiago (1505)

25. März 1505 (Lissabon) – 23. Mai 1506 (Lissabon): König Manuel I. beauftragte durch den Patentbrief vom 27. Februar 1505 den Generalkapitän Francisco de Almeida, mit 22 Schiffen und rund 2400 Mann Besatzung (darunter 900 Soldaten), die Gegend um portugiesisch-Indien zu erkunden und dort unter Francisco de Almeida ein Vizekönigreich zu errichten. Da sein Vorgänger Tristão da Cunha aufgrund einer Erkrankung sein Amt niemals angetreten hatte, war Almeida de facto der erste Vizekönig des Estado da Índia. Almeidas Flaggschiff war die Nau São Rafael unter Kapitän Fernão Suarez. Drei Schiffe der Flotte wurden von Augsburger Handelshäusern wie den Welsern für den Gewürzhandel ausgerüstet. Unter deren Vertretern befand sich der Tiroler Balthasar Sprenger, der seine Eindrücke und Erlebnisse in seinem später berühmten Reisebericht Meerfahrt niederschrieb. In der Flotte befanden sich auch der später erfolgreiche Weltumsegler Fernão de Magalhães und der etwa fünf Jahre jüngere Lourenço de Almeida. Vater Francisco de Almeida instruierte seinen Sohn, während der Reise auf moslemische Schiffe zu achten.
Am 22. Juli 1505 erreichten die ersten acht Schiffe mit Lourenço de Almeida den Hafen Quiloa in Tansania, die übrigen 14 Schiffe mit Francisco de Almeida landeten am 13. August 1505 in Mombasa (Kenia). Hier wurden sie feindselig empfangen, was 1513 Tote unter den Moslems zur Folge hatte. Beim Kampf wurden die Portugiesen von dem mit Mombasa verfeindeten Sultan von Melinde (Malindi) unterstützt. Am 23. Juli 1505 landete Francisco auf Kilwa; Missverständnisse mit dem örtlichen Scheich führten zur Plünderung durch die Portugiesen. Der gute Hafen der Stadt – hier konnten Schiffe bis 500 t vor Anker gehen – veranlasste die Portugiesen, die Festung São Tiago zu errichten und unter Pêro Ferreira eine Besatzung von 80 Soldaten in der Stadt zu belassen. Bei der Errichtung der Festung legte Almeida selbst Hand an. Bei der Überquerung des Äquators sichtete Pilot Pero Anes das bereits bekannte Kreuz des Südens (portugiesisch Cruzeiro do Sul), das 1455 durch den Piloten Alvise Cadamosto entdeckt wurde. Im August 1505 nahm eine Karavelle der Flotte unter Kapitän João Homere die Insel Sansibar für Portugal in Besitz.
Am 12. September 1505 erreichte die Armada die Insel Angediva im Arabischen Meer. Auch hier ließ er eine Festung errichten (portugiesisch Forte de Anjediva), die er unter das Kommando des Manuel Paçanha stellte. Nach der Ankunft in Cochin am  1. November 1505 wurden sechs Schiffe mit Kostbarkeiten beladen und starteten bereits am 26. November 1505 ihre Rückreise, die am 23. Mai 1506 in Lissabon endete. Zwei weitere Schiffe starteten im Februar 1506. In Indien verstärkte Almeida das portugiesische Fort Emmanuel in Cochin und ließ mit dem Castelo de Santo Ângelo ein weiteres Fort in Cannanore errichten.
Almeidas Sohn Lourenço erkundete die Küstengewässer bis Colombo im heutigen Sri Lanka. Am 17. März 1506 besiegte er in einer Seeschlacht vor der Hafeneinfahrt von Cannanore die Flotte des Fürsten von Kalikut. Im März 1508 kam Lorenço bei einer Seeschlacht mit einer ägyptisch-arabisch-indischen Flotte bei Chaul (Dabul) ums Leben. Die Gegner der Portugiesen wurden durch Venedig unterstützt, das um seine Handelsverbindungen fürchtete. Unter der Oberhoheit von Francisco de Almeida standen zwei weitere Geschwader, die von Tristão da Cunha und Afonso de Albuquerque kommandiert wurden.
Francisco de Almeida verweilte zwischen Mitte 1506 und Frühling 1507 in Portugal.
Zweite Reise
25. März 1507 (Lissabon) – März 1510 (Saldanha Bay):
Am 25. März 1507 verließen 13 Schiffe mit 1300 Mann Besatzung Lissabon. Am 20. August 1507 landete Francisco de Almeida in Sokotra, am 24. Oktober 1507 erreichte er die Stadt Ponnani 80 km südlich von Calicut.
Als sein Sohn Lourenço de Almeida im März 1508 während dessen zweiter Reise in eine Seeschlacht mit Ägyptern (unter Admiral Amir Husein Al-Kurdi) und Indern (unter Malik Ay[y]az) im Hafen von Chaul geriet und starb, rächte sich Vater Francisco mit einer Flotte von 15 Karacken und Karavellen unter dem Flaggschiff „Flor de la Mar“ (deutsch „Meeresblume“; mit 400 Tonnen dem größten Schiff in Indien), mit der er am 20. November 1508 Cannanore und am 24. November 1508 die Stadt Chaul erreichte. Francisco landete am 29. Dezember 1508 im Seehafen von Dabul (im Distrikt Ratnagiri), den er um 10 Uhr morgens attackierte, die Bewohner tötete und er selbst 16 Tote und 220 Verwundete zu beklagen hatte.
Wenige Tage später begann eine Schlacht gegen das Sultanat Bijapur unter Adil Shahi mit einer Armee von 6000 Mann gegen weniger als 2000 Mann auf portugiesischer Seite. Nach dem Sieg und der Eroberung der Stadt am 5. Januar 1509 zog Francisco weiter. Am 3. Februar 1509 gelangte er nach Diu. Dort begann noch am selben Tag die Seeschlacht von Diu gegen die Mamluken, die am 5. Februar 1509 mit einem portugiesischen Sieg endete. Almeida vernichtete den gesamten Hafen von Diu. Dieser Sieg war der Beginn der portugiesischen Seeherrschaft im Indischen Ozean, die erst durch das Auftreten der Niederländer und Engländer im 17. Jahrhundert beendet wurde. Am 10. Februar 1509 segelte Francisco de Almeida nach Cochin zurück, von hier aus trat er die Rückreise nach Portugal am 19. Dezember 1509 an.

## Tod bei der Rückkehr
Francisco war bis November 1509 Vizekönig in Indien und begann nach der Übergabe der Amtsgeschäfte an Afonso de Albuquerque am 19. Dezember 1509 die Rückreise nach Portugal von Cochin aus. Am 1. März 1510 fiel Francisco bei gewaltsamen Auseinandersetzungen mit den Khoi Khoi in Saldanha Bay an der Küste der Tafelbucht, getroffen von einem Wurfspieß der Kaffern. Die Kämpfe brachen aus, nachdem die Portugiesen den afrikanischen Bewohnern der Region des Tafelberges Vieh zur Fleischversorgung ihrer Schiffsbesatzungen geraubt hatten.